# Agata Kulesza

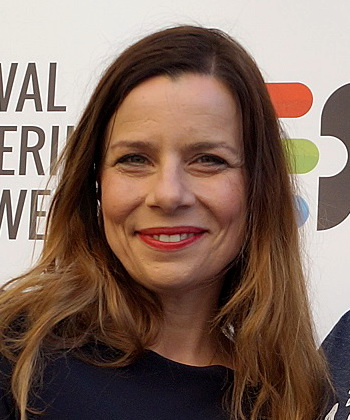
Agata Kulesza (2018)

Agata Kulesza-Figurska (* 27. September 1971 in Stettin) ist eine polnische Schauspielerin.

## Leben
Agata Kulesza absolvierte das Abitur in Stettin und bestand bereits beim ersten Versuch die Aufnahmeprüfung der Staatlichen Theaterhochschule in Warschau. Ihr Studium schloss sie 1994 mit Auszeichnung ab. Sie spielte anschließend in kleineren Rollen in polnischen und deutschen Fernsehserien mit. 1994 debütierte sie in dem Spielfilm Człowiek z…. In den folgenden Jahren spielte sie am Dramatischen Theater in Warschau. Erst eine Rolle im Film Moje pieczone kurczaki (2002) verhalf ihr zum Durchbruch. Ihre größte Popularität erreichte sie mit ihrer Rolle in der Fernsehserie Pensjonat pod Różą, in der sie von 2004 bis 2006 mitspielte. 2011 spielte sie die Hauptrolle in dem Film Róża, für die sie 2012 mit dem Polnischen Filmpreis auszeichnet wurde. Dank ihrer Rolle in dem oscarprämierten Film Ida 2013 wurde sie international bekannt und wurde infolgedessen in ausländischen Produktionen engagiert.

## Filmografie

### Fernsehen
- 1992: Żegnaj Rockefeller
- 1994: O, Beri–Beri
- 1995: Don Kichot
- 1995: Die Straßen von Berlin
- 1995: Bracia i siostry
- 1997: Liebling Kreuzberg (Schmerzensgeld)
- 1997: Zagłada ludu, albo moja wątroba jest bez sensu
- 1998: Hrabia
- 1999: Złotopolscy
- 2000: Na dobre i na złe
- 2002: Dogrywka
- 2003: Cicho
- 2004–2006: Pensjonat pod Różą
- 2006: Niania
- 2006–2008: Hela w poałach
- 2007: Daleko od noszy
- 2007: Codzienna 2 M. 3
- 2008: Mała wielka miłość
- 2009: Synowie
- 2009: 39 i pół
- 2010: Ojciec Mateusz
- 2010–2011: Prosto w serce
- 2011: Głęboka woda
- 2012: Prawo Agaty
- 2012: Krew z krwi
- 2013, 2015-: Rodzinka.pl
- 2013: Bez tajemnic
- 2015: Krew z krwi 2
- 2015: Web Therapy
- 2017: Ultraviolet
- 2017: Spiskowcy
- 2017: Porwać się na życie
- 2018: Pułapka

### Film
- 1993: Człowiek z… (Regie: Konrad Szołajski)
- 1996: Posen 56 (Poznań 56) (Regie: Filip Bajon)
- 2002: Przedwiośnie (Regie: Filip Bajon)
- 2002: Moje pieczone kurczaki (Regie: Iwona Siekierzyńska)
- 2003: Siedem przystanków na drodze do raju (Regie: Ryszard Maciej Nyczak)
- 2004: Polskie miłości (Regie: Janusz Zaorski)
- 2004: Park tysiąca westchnień (Regie: Ryszard Maciej Nyczak)
- 2005: Fortuna czyha w lesie (Regie: Ryszard Maciej Nyczak)
- 2006: Podróż (Regie: Dariusz Glazer)
- 2006: Fundacja (Regie: Filip Bajon)
- 2006: Co słonko widziało (Regie: Michał Rosa)
- 2009: Zamiana (Regie: Konrad Aksinowicz)
- 2009: Dekalog 89+ (Regie: Rafał Samusik)
- 2010: Skrzydlate świnie (Regie: Anna Kazejak-Dawid)
- 2011: Suicide Room (Sala samobójców) (Regie: Jan Komasa)
- 2011: Róża (Regie: Wojtek Smarzowski)
- 2011: Ich heiße Ki (Ki) (Regie: Leszek Dawid)
- 2012: Wszystkie kobiety Mateusza (Regie: Artur Więcek)
- 2012: Miłość (Regie: Sławomir Fabicki)
- 2012: Dzień kobiet (Regie: Maria Sadowska)
- 2013: W ukryciu (Regie: Jan-Kidawa-Błoński)
- 2013: Pod mocnym aniołem (Regie: Wojtek Smarzowski)
- 2013: Ida (Regie: Paweł Pawlikowski)
- 2013: Drogówka (Regie: Wojtek Smarzowski)
- 2014: Warsaw by Night (Regie: Natalia Koryncka-Gruz)
- 2014: Pani z przedszkola (Regie: Marcin Krzystałowicz)
- 2015: Moje córki krowy (Regie: Kinga Dębska)
- 2016: Agnus Dei – Die Unschuldigen (Les innocentes) (Regie: Anne Fontaine)
- 2016: True Crimes / Dark Crimes (Regie: Alexandros Avranas)
- 2016: Jestem mordercą (Regie: Maciej Pieprzyca)
- 2016: Szczęście świata (Regie: Michał Rosa)
- 2017: Pewnego razu w listopadzie (Regie: Andrzej Jakimowski)
- 2018: Cold War – Der Breitengrad der Liebe (Zimna wojna) (Regie: Paweł Pawlikowski)
- 2018: Zabawa, zabawa (Regie: Kinga Dębska)
- 2020: The Hater (Regie: Jan Komasa)
- 2020: Der Masseur (Never Gonna Snow Again) (Regie: Małgorzata Szumowska, Michał Englert)
- 2020: 25 Jahre Unschuld (25 lat niewinnosci. Sprawa Tomka Komendy) (Regie: Jan Holoubek)
- 2020: Magnezja
- 2020: Parquet
- 2021: Wesele
- 2023: Green Border (Zielona granica) (Regie: Agnieszka Holland)
- 2024: Simona Kossak
- 2024: Innego konca nie bedzie
- 2024: The Partisan

## Auszeichnungen (Auswahl)
- 2012: Polnischer Filmpreis in der Kategorie Beste Hauptdarstellerin für Róża
- 2014: Polnischer Filmpreis in der Kategorie Beste Hauptdarstellerin für Ida